# Eperjesi ISM Slovakia Nemzetközi Vállalkozási Főiskola
Az Eperjesi ISM Slovakia Nemzetközi Vállalkozási Főiskola (szlovákul: Vysoká škola medzinárodného podnikania ISM Slovakia v Prešove) magán főiskola a szlovákiai Eperjesen. 2005-ben kezdte meg működését a szlovák parlament határozata alapján. A közgazdaságtan, vállalkozás, és társadalomtudományok területén kínál képzést alap- és mesterszakon, emellett MBA képzés is elérhető az iskolán. Jelenlegi rektora Marek Storoška. A főiskola saját könyvtárat működtet, 2012 és 2018 között pedig nyári egyetemet hirdetett gyerekek számára. A uniRank 2021-ben a 25. legjobb szlovákiai, és a 8232. legjobb nemzetközi felsőoktatási intézményként sorolta.

## Szerkezet
A főiskola a következő tudományos-pedagógiai egységekre tagolódik:
- Közgazdaságtan, Menedzsment és Marketing Tanszék (Katedra ekonomiky, manažmentu a marketingu)
- Társadalomtudományi Tanszék (Katedra spoločenských vied)
- Szaknyelvi Felkészítő Központ (Centrum odbornej jazykovej prípravy)